# Carme Riera
Carme Riera Guilera (Palma de Mallorca, 12 de enero de 1948) es una escritora española que escribe en catalán y castellano. Es guionista, ensayista y profesora y ocupa la silla "n" en la Real Academia Española. Presidió la asociación CEDRO (Centro Español de Derechos Reprográficos) desde junio de 2015 a junio de 2019.

## Trayectoria
Riera pasó su infancia y adolescencia en Palma de Mallorca. Es familia del ingeniero mallorquín Eusebio Estada y el general Valeriano Weyler.Desde los ocho años escribió narraciones que eran variantes de las historias que le contaba su abuela Caterina en su infancia.
En 1965 se trasladó a Barcelona para estudiar Filología Hispánica, donde se licenció en Filosofía y Letras y se doctoró en Filología Hispánica con premio extraordinario por la Universidad Autónoma de Barcelona. Riera participó en las movilizaciones estudiantiles en contra del franquismo, de la guerra de Vietnam y en el incipiente movimiento feminista.

### Carrera académica
En 1995 se convirtió en catedrática de literatura española de la Universidad Autónoma de Barcelona y desde 2002 ejerce como directora de la Cátedra José Agustín Goytisolo en esta misma universidad. 
Ha sido catedrática de Lengua y Literatura Españolas de Institutos Nacionales de Enseñanza Media y titular de universidad, así como profesora visitante en la Universidad de Florida (1987), en Darmouth College (2001) y en la Universidad de Chicago (2006). Ha impartido cursos y seminarios, entre otras, en la Universidad Internacional Menéndez Pelayo; la Universidad Complutense de Madrid; la Universidad de Aarhus; el Instituto de Estudios Hispánicos de Amberes; la Universidad de Puerto Rico en Mayagüez; la Universidad Sorbona; la Universidad de Upsala; la Universidad de Harvard; Montclair; la Universidad Cornell; la Universidad de Misuri-St. Louis; Columbia; Indiana y la Universidad Católica de América, entre otras.
Riera ha estudiado a lo largo de su carrera la literatura española del Siglo de Oro y la literatura catalana de la Escuela de Barcelona.

### Carrera literaria
Publicó su primer libro, la recopilación de cuentos Te deix, amor, la mar com a penyora, en 1975, en el cual usa el habla mallorquina coloquial y expone temas poco frecuentes en aquellos momentos, como el amor entre mujeres, al tiempo que se mostraba crítica con la sociedad del momento. El relato que le da título había ganado un año antes el premio Recull-Francesc Puig i Llensa de narración. Dos años después fue seguido por otra recopilación titulada Pongo las gaviotas por testigo, un conjunto de narraciones que seguían los mismos principios narrativos de la obra anterior y que cierra la primera etapa de la producción literaria de la autora.
Su primera novela, Una primavera per a Domenico Guarini, con la que recibió el Premio Prudenci Bertrana en 1980, abre la segunda etapa, que comprende la producción literaria de la década de los ochenta. Esta primera novela no sólo representa un cambio de género, sino también de objetivo, buscando formular un modelo de novela culta alternada con elementos coloquiales y experimentar con la simbiosis de registros y de géneros, aunando la narrativa policíaca y el ensayo, el lenguaje culto y el periodístico. Esta voluntad experimentadora e investigadora de la autora, y una actitud de juego, con una mirada a menudo lúdica e irónica, son los ejes de las obras de este periodo, como la recopilación de narraciones Epitelis tendríssims y las novelas Qüestió d'amor propi y Joc de miralls.
Con las novelas históricas Dins el darrer blau y Cap al cel obert, bien acogidas por la crítica, se inicia la tercera etapa. Ambas novelas construyen la doble identidad de judíos y mallorquines de los protagonistas a partir de dos historias enlazadas: la primera, ambientada en la Mallorca de finales del siglo XVII, narra la persecución de un grupo de judíos condenados a la quema pública en la hoguera por la Inquisición española; la segunda tiene como protagonistas a los descendientes de los judíos del siglo XVII establecidos en la isla de Cuba en pleno conflicto colonial. Con estas dos ambiciosas narraciones, Riera reconstruyó con todo detalle y rigor los escenarios históricos de aquel momento. Ambas obras tienen un gran valor literario y testimonian una excelente trayectoria literaria, que se consolidó definitivamente en la segunda mitad de la década de los noventa.
Riera escribe sus novelas y relatos en catalán, y se encarga de traducirlas al castellano, mientras que los ensayos los escribe en castellano. Gran parte de su producción se ha traducido a una docena de idiomas, como alemán, árabe, francés, inglés e italiano.
Ha colaborado con diversas publicaciones, como el diario El País o las revistas Quimera y Serra d'Or, entre otras.

### Carrera institucional
El 23 de junio de 2015, Riera fue nombrada presidenta de la entidad española de gestión de derechos de autor CEDRO.

## Reconocimientos
El 19 de abril de 2012 fue elegida miembro de número de la Real Academia Española, donde pasó a ocupar la silla n tras leer su discurso de ingreso titulado Sobre un lugar parecido a la felicidad el 7 de noviembre de 2013. También es miembro de número de la Real Academia de Buenas Letras de Barcelona.
En 2020, fue incluida en el proyecto de la Subdirección General de Archivos Estatales titulado Mujeres Investigadoras en los Archivos Estatales (1900-1970). Esta iniciativa fue impulsada por el Ministerio de Cultura y su objetivo es reconocer y poner en valor las contribuciones de aquellas mujeres que desarrollaron investigaciones en los diferentes archivos estatales a principios del siglo XX.Su inclusión es fruto de su investigación sobre la época del Condestable para un congreso de Oporto en abril del año 1968 en el Archivo General de la Corona de Aragón de Barcelona, donde se conserva su expediente de investigadora.
Riera ha recibido numerosos premios por sus obras, entre otros, el Ramon Llull (1989) por Joc de miralls; el Premio Nacional de Narrativa (1995) por Dins el darrer blau o el Premio Sant Jordi (2003) por La meitat de l'ànima. En noviembre de 2015 recibió el Premio Nacional de las Letras Españolas. El 28 de febrero de 2018 el Gobierno de la Comunidad Autónomas de las Islas Baleares le otorgó la Medalla de Oro de la Comunidad Autónoma de Baleares por su trayectoria como miembro de la Real Academia Española e integrante del movimiento de la literatura catalana escrita por mujeres en una ceremonia en el Palacio de Congresos de Palma.
La lista de premios recibidos es la siguiente:
- Premio Recull-Francesc Puig i Llensa de narració 1974 por el relato Te deix, amor, la mar com a penyora.
- Premio Prudenci Bertrana 1980 por Una primavera per a Domenico Guarini
- Premio Maria Espinosa 1982 por Literatura femenina, ¿un lenguaje prestado?
- Premio Anagrama de Ensayo 1987 por La Escuela de Barcelona: Barral, Gil de Biedma, Goytisolo: el núcleo poético de la generación de los cincuenta
- Premio Ramon Llull de novela 1989 por Joc de Miralls
- Premio Josep Pla 1994 por Dins el darrer blau
- Escritora del Mes de la Institución de les Lletres Catalanes en marzo de 1994
- Premio Joan Crexells 1995 por Dins el darrer blau
- Premio Nacional de Narrativa 1995 por En el último azul
- Premio Lletra d'Or 1995 por Dins el darrer blau
- Premio Elio Vittorini 2000 por En el último azul
- Creu de Sant Jordi 2000
- Premio Nacional de Literatura de la Generalidad de Cataluña 2001 por Por el cielo y más allá
- Premio Crítica Serra d'Or 2001 por Cap al cel obert
- Premio Ramon Llull de las letras 2002 (Gobierno de las Islas Baleares)
- Premio Sant Jordi de novela 2003 por La meitat de l'ànima[14]
- Premio Rosalía de Castro 2004
- Premio Maria Àngels Anglada 2005 por La mitad del alma
- Medalla de Oro del Consejo de Mallorca (2005)
- Premio Jaume Fuster de la Associació d'Escriptors en Llengua Catalana 2005 por su trayectoria
- Premio José Luis Giménez-Frontín de la ACEC 2012 por su trayectoria
- Premio Internacional Terenci Moix de narrativa 2013 por Temps d'innocència[15]
- Premio Trayectoria de la Semana del Libro en Catalán 2014[16]
- Premio Nacional de las Letras Españolas 2015.[17]
- Premio Sant Joan de Novela 2016[18] y Premio a la mejor autoría 2018[19] por Les darreres paraules
- Premio Medalla de Oro de la Comunidad de las Islas Baleares de 2018[20]
- Premio Llig Picanya 2018

## Influencia
Entre sus influencias están clásicos como Safo, Petrarca, Goethe y Virginia Woolf, autores de la literatura castellana de la formación académica como Cervantes, Clarín, Laforet, Valle-Inclán o Gil de Biedma y, sobre todo, las rondallas mallorquinas y la obra de dos escritoras catalanas: Caterina Albert y Mercè Rodoreda.

## Obra

### Novela
- Una primavera per a Domenico Guarini. Barcelona: Edicions 62, 1980 / Barcelona: Grans Èxits, 1994 - Una primavera para Domenico Guarini (trad.:, Luisa Cotoner), Montesinos, Barcelona, 1981
- Qüestió d'amor propi. Barcelona: Laia, 1987 / Barcelona: Planeta, 1994 / Barcelona: Columna, 1998 / Barcelona: Cercle de Lectors, 1999 - Cuestión de amor propio, 1988, Tusquets
- Joc de miralls. Barcelona: Planeta, 1989 / Barcelona: Cercle de Lectors, 1990 - Por persona interpuesta,
- Llamaradas de luz. Madrid: Anaya, Biblioteca de El Sol, 1991 / Madrid: Compañía Europea de Comunicación e Información, 1991
- Dins el darrer blau. Barcelona: Destino, 1994 / Barcelona: Cercle de Lectors, 1996 / Barcelona: Proa, 1999 / Barcelona: Nuevas Ediciones de Bolsillo, 2000 / Barcelona: Booket, 2002 - En el último azul
- Cap al cel obert. Barcelona: Cercle de Lectors, 2000 / Barcelona: Destino, 2002 - Por el cielo y más allá
- La meitat de l'ànima. Barcelona: Proa, 2004 / Barcelona: Cercle de Lectors, 2004 -La mitad del alma
- L'estiu de l'anglès. Barcelona: Proa, 2006 - El verano del inglés, Alfaguara.
- Amb ulls americans. Barcelona: Proa, 2009 / Barcelona: Labutxaca, 2011 - Con ojos americanos, Bruguera, 2009
- Natura quasi morta, primera novela en el género negro. Barcelona: Edicions 62, 2011 - Naturaleza casi muerta, Alfaguara, 2012
- Temps d'innocència, relato autobiográfico con el que regresa a la Mallorca de su niñez. Barcelona: Edicions 62, 2013. Tiempo de inocencia, Alfaguara, 2013
- La veu de la sirena. Barcelona: Edicions 62, 2015. La voz de la sirena, Lumen, 2015
- Les darreres paraules. Barcelona: Edicions 62, 2016. Las últimas palabras, Alfaguara 2017.
- Venjaré la teva mort. Barcelona: Edicions 62, 2018. Vengaré tu muerte, Alfaguara, 2018.
- Tranquilas: Historias para ir solas por la noche. Lumen, 2019.

### Prosa
- Els cementiris de Barcelona, en colaboración con las fotógrafas Pilar Aymerich y Colita. Barcelona: Ajuntament, 1980
- Temps d'una espera, diario de embarazo. Barcelona: Columna, 1998 - Tiempo de espera, Lumen, Barcelona, 1998
- Carmen Balcells, traficante de palabras. Editorial Debate. 2022.[21]

### Narrativa breve
- Te deix, amor, la mar com a penyora, cuentos, Barcelona: Laia, 1975 - Palabra de mujer, 1980 (la reedición catalana de 2009 incluye Jo pos per testimoni les gavines)[22]
- Jo pos per testimoni les gavines, cuentos. Barcelona: Laia, 1977 / Barcelona: Cercle de Lectors, 1994 / Barcelona: Planeta, 1994 / Barcelona: Columna, 1998
- Epitelis tendríssims. Barcelona: Edicions 62, 1981
- Contra l'amor en companyia i altres relats - Contra el amor en compañía y otros relatos, ambas ediciones Barcelona: Destino, 1991
- Llengües mortes. Barcelona: Destino, 2003.
- El Hotel de los Cuentos y otros relatos de neuróticos, Alfaguara, 2008

### Infantil y juvenil
- Gairebé un conte o la vida de Ramon Llull, biografía para niños. Barcelona: Ajuntament, 1980
- Epitelis tendríssims, cuentos, Edicions 62, 1981
- La molt exemplar història del gos màgic i de la seva cua. Barcelona: Empúries, 1988
- Petita història de Carlos Barral. Barcelona: Mediterrània, 2002
- El gos màgic. Barcelona: Destino, 2003 / Barcelona: Planeta & Oxford, 2005
- El meravellós viatge de Maria al país de les tulipes. Barcelona: Destino, 2003

### Crítica literaria y ensayo
- La obra poética de José Agustín Goytisolo. Barcelona: Mall, 1987
- La Escuela de Barcelona: Barral, Gil de Biedma, Goytisolo: el núcleo poético de la generación de los cincuenta. Barcelona: Anagrama, 1988.
- Escuela de Barcelona: la obra poética de Jaime Gil de Biedma, Carlos Barral y José Agustín Goytisolo. Bellaterra (Barcelona): Universitat Autònoma de Barcelona, 1988
- La obra poética de Carlos Barral, edición. Barcelona: Edicions 62, 1990
- Hay veneno y jazmín en su tinta: aproximación a la poesía de J.A. Goytisolo. Rubí (Barcelona): Anthropos, 1991
- Poesía de Carlos Barral, edición. Madrid: Cátedra, 1991
- Escenarios para la felicidad: estampas de Mallorca. Palma de Mallorca: José J. de Olañeta, 1994
- Poesía completa de Carlos Barral, edición. Barcelona: Lumen, 1998
- Mallorca, imágenes para la felicidad. Palma de Mallorca: Turismo Cultural Islas Baleares, 1999
- Partidarios de la felicidad, antología poética del grupo catalán de los 50, (selección) Barcelona: Cercle de Lectors, 2000
- Los poemas sin mi orgullo: antología poética de José Agustín Goytisolo. Barcelona: Lumen, 2003
- El Quijote desde el nacionalismo catalán. Barcelona: Destino, 2005

### Guiones
- Es diu Maria Puig la meva mare?, radio. Barcelona: Catalunya Ràdio, 1989.
- Quotidiana quotidianitat, televisión. Barcelona: TV3, 1994, dentro de la serie 13x13.
- Dones d'aigua, con otros autores, televisión. Barcelona: TV3, 1997, teleserie: capítulos 3-13.